# Полосатобрюхий венилиорнис
Полосатобрюхий венилиорнис (лат. Veniliornis nigriceps) — вид птиц из семейства дятловых. Выделяют три подвида.

## Распространение
Обитают в Боливии, Колумбии, Эквадоре и Перу.

## Описание
Длина тела 17—20 см, вес 39—46 г (подвид pectoralis). У самцов красный лоб и очень узкая короткая бледная бровь.

### Вокализация
Изредка издают мягкий звук «чик» и высокий нисходящий «кззрр».

## Биология
О рационе питания нет сведений. Птиц обычно видят поодиночке, иногда парами, регулярно в совместных с представителями других видов стайках. Брачный период в феврале-марте в Эквадоре и в апреле-мае в Боливии.
МСОП присвоил виду охранный статус LC.